# 竹隆光
竹 隆光（たけ りゅうこう、旧名：竹 和也（たけ かずや）、1953年11月29日 - ）は、日本の空手家（八段）。鹿児島県奄美大島出身。国際空手道連盟ワールド極真会館の代表理事。

## 経歴
1971年、18才で極真会館総本部に入門。大山倍達の門弟となる。
1981年3月、故郷・奄美大島を振り出しに極真会館鹿児島県支部を設立。
1982年6月、第1回鹿児島県大会を開催、金属バット折りの演武を披露。
2018年9月、一般社団法人国際空手道連盟ワールド極真会館を設立し理事長を務める。

## 人物
竹隆光の豪胆な性格を語るエピソードは事欠かない。中でも有名なのが、演武での"金属バット折り"である。
鹿児島支部長を務める竹が、初めて主催することになった第1回鹿児島大会。主催者としての責任を感じた竹は、少しでも観客に喜んでもらおうと、考えついたのが"金属バット折り"だ。
白木のバットなら演武の定番だが、同じバットでも金属となると挑んだものは誰もいない。竹はこの前人未到の大業に敢然と挑戦し、見事折ってしまったのだから、会場のファンのド肝を抜いたのは言うまでもない。
ただし一発の蹴りで折れたわけではない。渾身の蹴りを繰り返すこと6度目。竹の右足は道衣がハチ切れんばかりに腫れあがっていた。1度でスパッと折れるよりも、なんとも凄みのある光景ではないか。
選手としての竹は、この演武が物語るように下段回し蹴りを得意とし、全日本大会には第8回から出場。上位入賞こそないものの、ベスト16の常連として確固たる実力者の地位を占めていた。しかし、真の地力は松井章圭が「道場の組手ではかなわなかった」と語っているように、大会実績を遥に上回るものと恐れられていた。言わば伝説の強豪である。
稽古に臨む姿勢は真面目そのもの。コツコツと積み上げていく地道な練習をひたすら繰り返す。スクワットなら軽く2000回をこなす。ランニングも好きで、当時、道場の周りを大粒の汗を流して走る竹の姿をよく見かけたものだ。
こういう性格だから人徳がある。先輩、後輩を問わず信頼が厚い。稽古によって内面までも鍛え上げた、武道家の名に値する男である。（『極真カラテ強豪100人』日本スポーツ出版社〈「ゴング格闘技」12月6日号増刊〉、1994年12月6日、87頁）

## 指導者として
第8回世界大会チャンピオンの木山仁、第40回全日本大会チャンピオンの谷口誠、第9回世界大会準優勝のヤン・ソウクップらの選手を育成し輩出した。